# Pseudourostylidae
Famille
Les Pseudourostylidae sont une famille de Ciliés de la classe des Hypotrichea et de l’ordre des Urostylida.

## Étymologie
Le nom de la famille vient du genre type Pseudourostyla, composé du préfixe pseudo-, « faux, et du suffixe -urostyla, par allusion au genre Urostyla Ehrenberg, 1830 (famille des Urostylidae), littéralement « faux Urostyla ».

## Description

### Genre type
Pseudourostyla a un corps cellulaire de forme allongée, avec une région postérieure largement arrondie. On observe au moins 2 et généralement plusieurs rangées de cirres marginaux de chaque côté ; 2 rangées de cirres médio-ventraux disposés en zigzag s'étendant dans la région frontale. Il n’y a pas d'autres cirres en zone frontale sauf un cirrus buccal. Des cirres transversaux sont présents. La zone adorale de membranelles (AZM) est réduite et occupe le tiers antérieur du corps. 
Il existe de nombreux macronucléus dispersés dans tout le corps.

### PseudourostylaetUrostyla
Le genre Pseudourostyla fut séparé du genre Urostyla principalement sur la base de la possession de cirres médio-ventraux. Cependant, Jerka-Dziadosz a découvert que Urostyla grandis Ehrenberg, 1830 (espèce type de la famille des Urostylidae) a également des cirres médio-ventraux, ce qui semblait invalider cette distinction.
Néanmoins, d'autres différences structurelles et morphogénétiques ont rendu nécessaire la séparation des genres Pseudourostyla et Urostyla dans deux familles distinctes.
En effet, Pseudourostyla cristata (Jerka-Dziadosz, 1964) présente un schéma de cirres frontaux similaire à celui de Keronopsis (famille des Keronidae), tandis que les espèces d'Urostyla ressemblent plus étroitement à Holosticha (famille des Holostichidae) et Uroleptus (famille des Rigidothrichidae) quant à la structure des cirres frontaux.

## Habitat et répartition
Les Pseudourostylidae ont un répartition mondiale dans toutes sortes de milieux (eaux douces ou saumâtres, milieux terrestres, lacustres ou marins).

## Liste des genres
Selon GBIF (30 mars 2023) :
- Hemicycliostyla Stokes, 1886
- Hemicylcliostyla : erreur ⇔ Hemicycliostyla
- Pseudourostyla Borror, 1972 genre type
- Trichototaxis Stokes, 1891

## Systématique
Le nom valide de ce taxon est Pseudourostylidae Jankowksi, 1979.